# Vrbnički statut
Vrbnički statut (Krčki ili Vrbanski) je statut grada Vrbnika iz 1388., pisan hrvatskim jezikom i glagoljicom, a manjim dijelom i latinicom na latinskom i talijanskom. Odredbe statuta nisu kodificirane u isto vrijeme; najstarija odredba je datirana 1362. godine, a najmlađa 1599.
Vrbnički statut drugi je najstariji sačuvani hrvatski statut, jedno stoljeće mlađi od Vinodolskog. Većinu svojih propisa posvećuje kaznenom pravu. Nije sačuvan u izvorniku, već u prijepisu vrbničkog svećenika Grgura Žaškovića i drugih pisara iz 1526., s manjim naknadnim dodacima 1544. i 1599. Od 1962. rukopis je pohranjen u Nacionalnoj i sveučilišnoj knjižnici u Zagrebu pod signaturom R 4003. Prvi ga je izdao Ivan Kukuljević Sakcinski.

## Izdanja
- Statut otoka Krka (1852). Priredio Ivan Kukuljević Sakcinski, u: Arkiv za pověstnicu jugoslavensku. Knjiga II. Razděl II., str. 277-307. Zagreb: Tiskom dra. Ljudevita Gaja.
- Статутъ острова Кърка 1388 [Statut" ostrova K"rka 1388] (1888). Reprodukcija izvornika, transkribirala Anna Mihajlovna Evreinova, pogovor Vatroslav Jagić. Sanktpeterburg": Obščestvo ljubitelej drevnej pis'menosti.
- Statut vrbanski a donekle i svega krčkoga otoka (god. 1362—1599.) (1890). Uredili Ivan Crnčić i Franjo Rački, u: Monumenta historico-juridica Slavorum meridionalium: Statuta lingua croatica conscripta, str. XL-LXXI, 143-177. Zagreb: Academia scientiarum et artium slavorum meridionalium.
- Krčki (Vrbanski) statut iz 1388. (2008). Priredili Lujo Margetić i Petar Strčić. Krk: Povijesno društvo otoka Krka.

## Vanjske poveznice
- Glagoljica.hr – digitalizirani izvorni rukopis
- [neaktivna poveznica] – diplomski rad s transliteracijom teksta